# تسانغبا
تسانغبا هي سلالة هيمنت على أجزاء كبيرة من التبت منذ عام 1565 وحتى عام 1642. كانت آخر سلالة ملكية تبتية تحكم باسمها. أنشا كارما تسيتن النظام، وهو خادم ذو نسب متدني عمل لدى أمير سلالة رينبونغبا وحاكم شيغاتسي في إقليم تسانغ (وسط غرب التبت) منذ عام 1548.

## إنهاء سلالة رينبونغبا
خلال القرن السادس عشر، كانت التبت مجزأة بين الفصائل المتخاصمة، بالإضافة إلى تقسيم ديني وسلالي. خسرت سلالة فاغموغروبا كافة أشكال السلطة بعد العام 1564، ولم تستطع عدوتها رينبونغبا تحقيق الوحدة. إثر تقاليد البوذية التبتية، تنافست مدرسة كارما كاغيو مع مدرسة غيلوغ، والتي ترأسها الدالاي لاما. وفقًا للتقاليد، كسب كارما تسيتن جيشًا من الخيالة عبر تعديل وثيقة أصدرها معلمه، لورد رينبونغبا. ثم فجّر تمردًا في عام 1557 واستطاع أن يحلّ محل رينبونغبا إثر هجوم مفاجئ في عام 1565. سهّل فوران وسخط بعض أتباع لورد رينبونغبا هذا الأمر. عُرف كارما تسيتن باسم ديبا تسانغبا أو تسانغ ديسي، وأصبح ملك تسانغ العليا وتحالف مع كونتشو ينلاك، الشاماربا الخامس لكارما كاغيو. قابله وانغتشوك دورجي، الكارمابا لاما التاسع، في عدة مناسبات، وأكسب الحاكم وصاية إلهية. كان هذا الطقس شديد الأهمية، فهو يشرعن النظام الجديد. رعى كارما تسيتن أيضًا مذاهب نيينغما وساكيا وجونانغ.

## الصراع مع غيلوغبا
تهتم المصادر من تلك الفترة، بشكل رئيس، بالأمور الدينية ولا تبيّن الكثير حول البنية الإدارية لمملكة تسانغبا. لذا يُعتبر أساس حكمهم اليوم أمرًا غير مفهوم بشكل كاف، ولا يُعرف الكثير عن تاريخ أقرب خلفاء كارما تسيتن، لكن في أوائل القرن السابع عشر، تردد ذكر السلالة باعتبارها أحد المنافسين على السلطة في التبت. عارضت العائلة عمومًا الغيلوغبا والدالاي لاما، الذين تعاظمت قوتهما في وو (أو دبُس منطقة تاريخية في التبت). لذا ردّ كارما تينسونغ، حاكم تسانغبا (أو ابن أخته كارما فونتسوك نامغيال، مثلما ورد في شهادة أخرى) على ذلك بغزو وو من قاعدته في تسانغ عام 1605، وهاجم دير دريبونغ ودير سيرا. يُقال إن 5 آلاف راهب ذُبحوا في تلك الحادثة. طرد جيش تسانغبا الجيوش المغولية التي ساندت الدالاي لاما الرابع، وهو الذي كان أميرًا مغوليًا بالولادة. اضطر الدالاي لاما إلى الهرب، وكان حاكم تسانغبا على مقربة من حصوله على لقب ملك التبت.
في عامي 1612 و1613، أخضع حاكم تسانغبا عددًا من الأنظمة المحلية في غرب التبت: مثل نغاري غيلبو ولوبا وتشانغبا. حقق الحاكم أيضًا نجاحًا مبهرًا في الشرق. شملت الأراضي الجديدة التي استحوذ عليها داغبو في أقصى الجنوب الشرقي، وفانيول (شمال لاسا) ونيو (جنوب شرق لاسا). لم يحقق الحاكم نجاحًا مماثلًا ضد فوتان، حيث لجأ هناك عدوه نغاونغ نامغيال، رئيس دير رالونغ في تسانغ وأحد تقمصات رأس سلالة دروكبا الرابع، المعروف باسم كونتشن بيما كاربو.

## التوسع والرد المغولي
في عام 1618، تقدمت قوات تسانغبا غيلبو وزحفت نحو الأراضي الداخلية لـوو، فهزمت زعيما كيشو وتسال. بحلول تلك الفترة، كان كارما فونتسوك نامغيال الحاكم الافتراضي لوسط التبت، ومنحه تشوينغ دورجي، الكارمابا العاشر، لقب المقدّس. في العام التالي، 1619 ميلادي، احتُلّت مملكة غرب التبت المعروفة باسم مانغويل غونغتانغ. في العام التالي، عاد كارما فونتسوك نامغيال إلى وو من أجل القضاء على آخر العقبات التي قد تواجه سلطته. حوصرت قرية ني دونغ، مركز سلالة فاغمودروبا الواهنة والتي تعاني من غياب وريث شرعي، واضطرت إلى الخضوع لسلطته. احتلت قوات تسانغ كامل وادي يارلونغ.